# Ски-центар Копаоник
Ски-центар Копаоник је највеће скијалиште у Србији, на Копаонику, у коме је прва жичара подигнута 1964. године и кога карактерише чињеница да се смештајни капацитети налазе одмах уз постојећи систем стаза и жичара, што није чест случај. Он од 1981. године има статус међународног скијашког центра који му је доделила међународна скијашка федерација (FIS).
Хотел "Сребрнац" и водовод "Суво рудиште" су отворени у новембру 1983. Конак "Сунчани врхови" на Сувом рудишту је отворен 28. децембра 1986, са више од 5.000 лежаја, 20 жичара и ски лифтова и 34 км смучарских стаза. У оквиру ски-центра Копаоник данас постоји 23 жичара и ски лифтова који су повезани са системом стаза различитих тежина укупне дужине 44km за алпске и 18km за нордијске дисциплине са укупним капацитетом од 28.600 скијаша на сат, при чему су три стазе (06. Дубока I, 12. Гобеља релеј и 13. Гобеља гребен) такмичарског карактера по ФИС стандардима за спуст, слалом, велеслалом и супервелеслалом. Поред тога се у склопу центра налази сноуборд парк, осветљена стаза за ноћно скијање (03. Мало језеро) и читав низ других капацитета карактеристичних за скијашке центре (ски топови за вештачки снег, школе, вртићи и други садржаји).
Данас њиме руководи ЈП Скијалишта Србије, а обезбеђивање стаза у случају несрећа, пружање прве помоћи, транспорт до амбуланте, евакуацију са жичара и потрагу за изгубљеним посетиоцима врши Горска служба спасавања. Од септембра 2013. почела је са радом боб-стаза на шинама..

## Ски-стазе на Копаонику
| Ски жичаре и стазе на Копаонику |                |            |           |                         |                  |                 |
| Број | Име            | Врста      | Дужина () | Висинска разлика ( нмв) | Трајање вожње () | Тежина стазе    |
| 01. | Сунчана долина | Двосед     | 644       | 132                     | 4.5              | лака            |
| 02. | Суво рудиште   | Сидро      | 1.437     | 193                     | 7                | средње лака     |
| 03. | Мало језеро¹   | Тањир      | 450       | 76                      | 5.5              | лака            |
| 04. | Панчићев врх   | Четворосед | 1.393     | 248                     | 5                | средње лака     |
| 05. | Центар         | Двосед     | 1.832     | 277                     | 12-18            | средње лака     |
| 06. | Дубока ²       | Четворосед | 1.410     | 385                     | 6.5              | средња/тешка () |
| 07. | Караман гребен | Четворосед | 1.196     | 173                     | 7.5-8            | лака            |
| 08а. | Мали Караман   | Четворосед | 1042      | 193                     | 4.5              | лака            |
| 08б. | Мали Караман Б | Тањир      | 1.082     | 193                     | 5                | лака            |
| 09. | Марине воде    | Тањир      | 909       | 187                     | 4.5              | лака            |
| 10. | Караман        | Тањир      | 857       | 140                     | 4.5              | лака            |
| 11. | Јарам          | Тањир      | 598       | 68                      | 3                | лака            |
| 12. | Гобеља релеј²  | Тањир      | 706       | 180                     | 3.5              | средња/тешка () |
| 13. | Гобеља гребен² | Тањир      | 606       | 151                     | 4.5              | средња ()       |
| 14. | Кнежевске баре | Тањир      | 836       | 149                     | 4.5              | лака            |
| 15. | Бела река      | Двосед     | 1.671     | 305                     | 10.5             | лака            |
| 16. | Бела река      | Двосед     | 1.288     | 500                     | 8.5              | тешка           |
| 17. | Струга³        | Тањир      | 714       | 240                     | 2.5              | тешка           |
| 18. | Леденица       | Сидро      | 780       | 267                     | 4                | тешка           |
| 19. | Гвоздац        | Сидро      | 916       | 289                     | 4.5              | тешка           |
| 20. | Дубока         | Четворосед | 1.107     | 395                     | 7.5              | средња          |
| 21. | Крчмар         | Двосед     | 1.931     | 471                     | 13               | средње тешка    |
| 22. | Машинац        | Тањир      | 300       | 45                      | 2                | лака            |
| ¹Ноћна тј. осветљена стаза,²Такмичарска стаза по ФИСу,³Стаза још увек није оперативна Подаци су преузети са званичне презентације ЈП Скијалишта Србије. |                |            |           |                         |                  |                 |